# Zoo di Wassenaar
Lo zoo di Wassenaar era un giardino zoologico situato a Wassenaar, nei Paesi Bassi. Aperto nel 1937, non riuscì a raggiungere un equilibrio economico soddisfacente e dovette chiudere nel 1985. Il Wassenaar Wildlife Breeding Centre, inaugurato nel 1983, specializzato nell'allevamento di ghepardi e di una quarantina di altre specie, quali il gatto di Temminck e numerose specie di tartarughe come la tartaruga gigante delle Seychelles, sopravvisse alla chiusura dello zoo, ma dovette chiudere anch'esso nel 2006.